# Dragon Ball Z: Super Butōden
Dragon Ball Z : Super butōden (ドラゴンボールZ 超武闘伝（ドラゴンボールゼット スーパーぶとうでん）, Doragon Bōru zetto : Sūpā butōden, littéralement « Dragon Ball Z : Les supers arts martiaux »), dont le titre du jeu n'a pas été traduit en français et est resté Dragon Ball Z: 超武闘伝 sur la jaquette, est un jeu vidéo de combat par Bandai sur l'univers Dragon Ball Z. Le jeu est distribué en 1993 sur Super Nintendo.

## Synopsis
Le jeu sort le 20 mars 1993, et ce n'est que 10 jours plus tard que sort le Weekly Shōnen Jump 1993 #17, qui contient notamment le chapitre 416 de Dragon Ball, où Cell meurt. Il est donc à noter que les éditeurs du jeu ont développé le mode histoire du jeu (qui s'arrête à la fin du Cell game), avant même de savoir comment l'histoire de Dragon Ball allait évoluer.

## Système de jeu
Ce jeu de combat utilise un système novateur qui permet aux combattants de s'envoler dans les airs ou de combattre au sol,. Dans les deux cas, les deux combattants peuvent s'éloigner d'une centaine de mètres afin de repenser leur stratégie ou recharger leur ki. Dès lors que les combattants sont distants d'une dizaine de mètres, l'écran se divise en deux parties. Chaque personnage dispose d'une panoplie de coups de poing, coups de pied, d'attaques combinées, ainsi que d'attaque par boules de feu. Pour effectuer une boule de feu simple, il suffit d'appuyer sur un bouton, alors que pour faire des attaques spéciales (Kamé Hamé Ha, Big Bang Attack, etc.) il faut réaliser une combinaison de touches. Dès lors, le combat s'arrête momentanément, s'ensuit une phase où le combattant qui subit l'attaque aura quelques secondes pour, grâce à une combinaison de touches encore, neutraliser l'attaque (utilise du ki), l'esquiver (utilise de l'énergie), se protéger (utilise de l'énergie), absorber la boule de feu (réservé à C-20), ou utiliser un écran de protection (réservé à C-18),. Toute mauvaise manipulation aura pour conséquence l'encaissement total de la boule de feu, et donc de sérieux dégâts dans la barre d'énergie.
Il est cependant possible de remarquer quelques incohérences entre ce jeu et la série : Piccolo connait la grenade lumière dans le mode histoire alors qu'il ne la connaissait pas en combattant Son Goku, Vegeta connait le Final Flash dans ce mode également alors qu'il n'avait pas non plus cette attaque contre Son Goku, de même pour le Big Bang Attack. Enfin, C-18 ne peut pas être épuisée en combat comme dans la série tout comme C-16 car ils ont l'énergie infinie comme les cyborgs et les androïdes mais leur position sur un radar, soit leur force, peut être vue en dehors du mode histoire. Ces erreurs ont été évitées dans des jeux plus aboutis tel que les Budokai sur PlayStation 2.

## Personnages
- Son Goku en deux versions : normal et Super Saiyan
- Vegeta en deux versions : normal et Super Saiyan
- Piccolo
- Cell en deux versions : normal et perfect
- Trunks
- Son Gohan
- C-16
- C-18
- C-20
- Freezer